# Synagoge (Hürben)

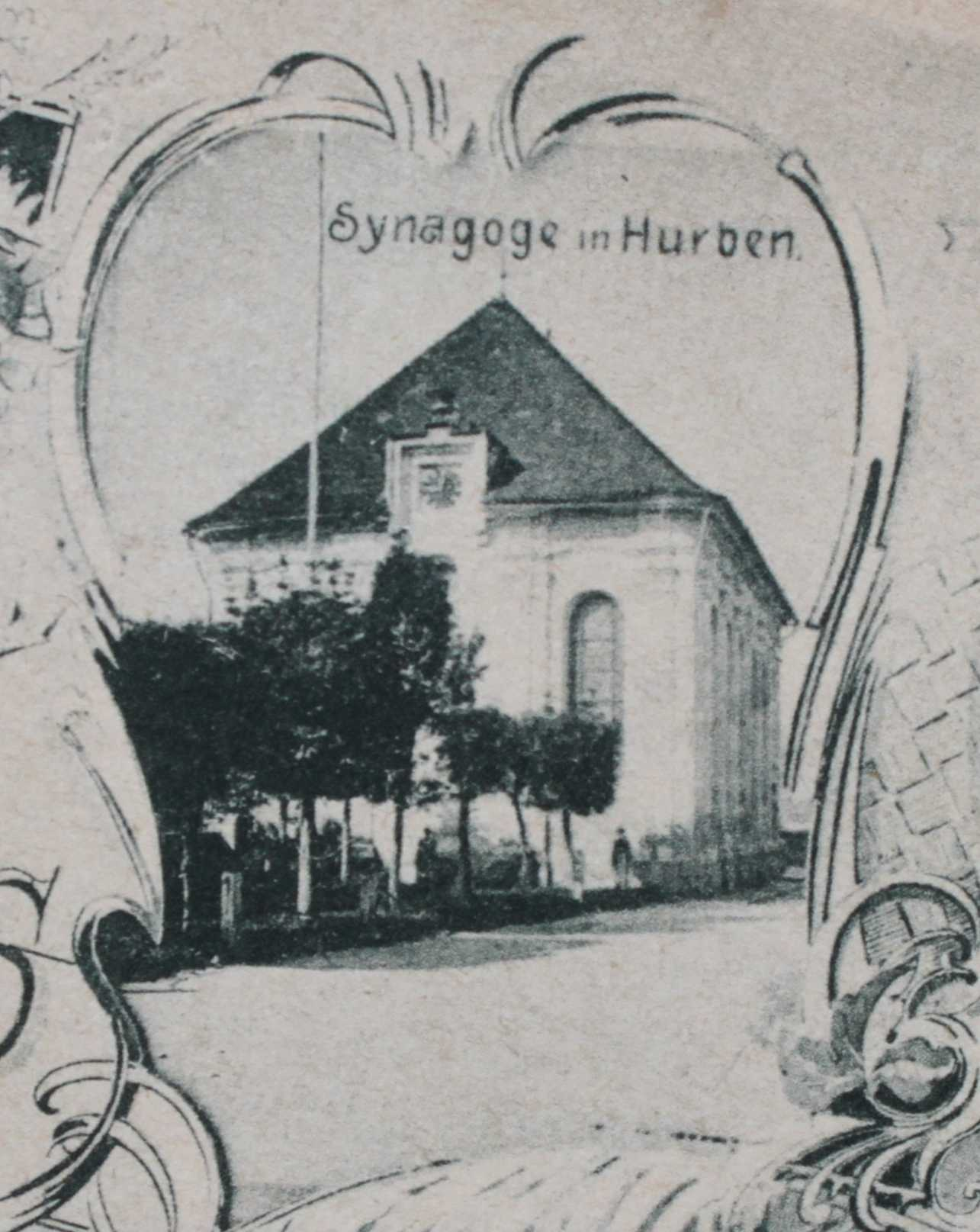
Postkarte (Ausschnitt) mit der Synagoge in Hürben (Poststempel 15. Oktober 1897)

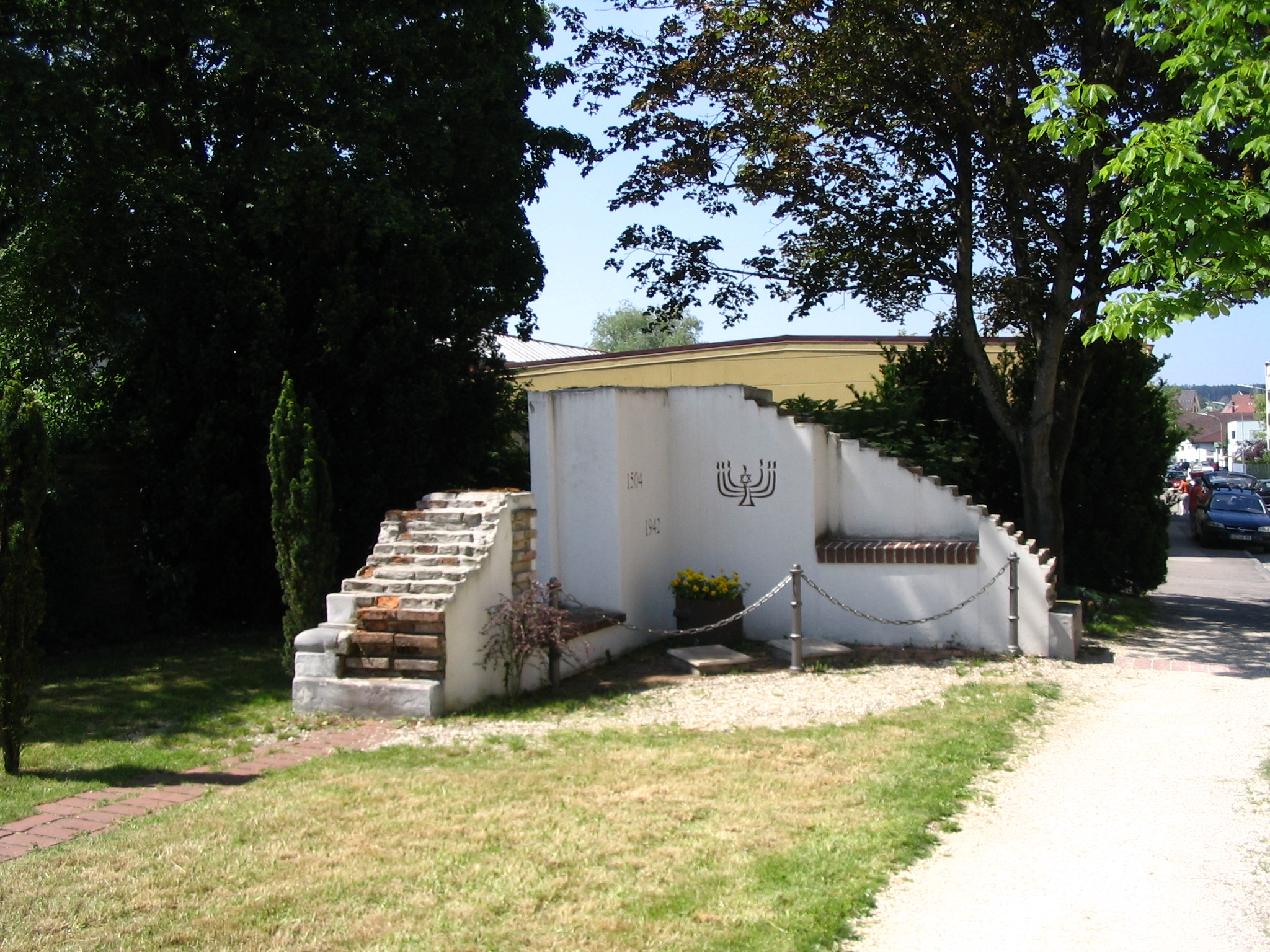
Denkmal zur Erinnerung an die jüdische Gemeinde Hürben auf dem Grundstück der ehemaligen Synagoge

Die Synagoge in Hürben, einem Stadtteil vom Krumbach im schwäbischen Landkreis Günzburg in Bayern, wurde 1818/19 an der Synagogengasse 10 errichtet.

## Geschichte
Die Jüdische Gemeinde Hürben besaß eine 1675 erbaute und in den Jahren 1710 und 1765 erweiterte Synagoge. Im Jahr 1819 wurde nach Plänen von Johann N. Salzgeber aus Buch eine neue Synagoge errichtet, die 1863 und 1908 renoviert wurde. 
In der Pogromnacht im November 1938 drangen am 11. November SA-, SS- und Gestapomänner in Zivilkleidung in die Synagoge ein. Sie zwangen jüdische Gemeindeglieder, ihre Bücher, Torarollen und Toraschmuck auf Lastwagen zu werfen. 
Das Gebäude blieb zunächst weitgehend unbeschädigt und wurde nun von der Gestapo beschlagnahmt. Seit Kriegsbeginn wurde die geschändete Synagoge als Heulager der Wehrmacht zweckentfremdet. Am 30. August 1940 wurde das Synagogengebäude für 7000 Reichsmark an die Stadt Krumbach verkauft. Am 26. November 1939 brannte es durch Brandstiftung nieder. 
Auf Grund der schweren Schäden wurde die Ruine auf Anordnung des Regierungspräsidenten von Schwaben vom 30. September 1940 abgebrochen. Im Dezember 1941 waren die Abbrucharbeiten beendet. 

## Gedenken
An die ehemalige Synagoge erinnert ein Gedenk- und Mahnplatz, der 2003 neu gestaltet wurde.